# ГЕС Касу
ГЕС Касу (порт. UHE Caçu) — гідроелектростанція на сході Бразилії у штаті Гояс. Знаходячись між малою ГЕС Jatai (30 МВт, вище по течії) та ГЕС Барра-дус-Кокейрус, входить до складу каскаду на Ріо-Кларо (права притока Парани, що впадає до її верхньої течії Паранаїби між ГЕС Сан-Сіман та Ілля-Солтейра).
У межах проекту річку перекрили земляною греблею висотою 34 метри. Пригреблевий машинний зал обладнали двома турбінами типу Каплан загальною потужністю 65 МВт, які працюють при напорі у 26,9 метра.
Видача продукції відбувається за допомогою ЛЕП, розрахованої на роботу під напругою 138 кВ.